# Pereira

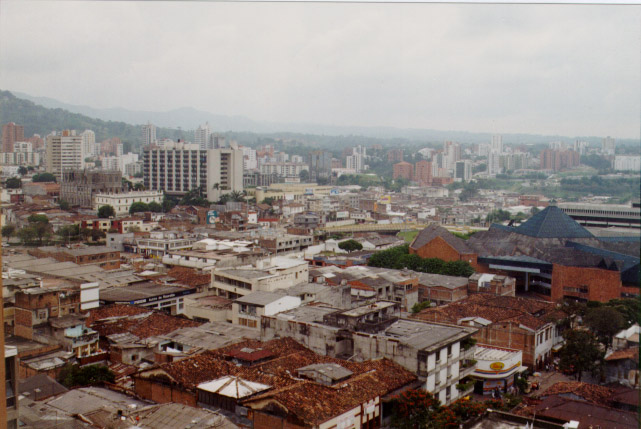
Pereira

Pereira – miasto w środkowej Kolumbii, w Kordylierze Środkowej (Andy), na wysokości 1467 metrów, przy Drodze Panamerykańskiej, ośrodek administracyjny departamentu Risaralda. Około 392 tys. mieszkańców.
W mieście rozwinął się przemysł materiałów budowlanych, chemiczny oraz obuwniczy.

## Miasta partnerskie
- Barcelona, Hiszpania
- Gainesville, Stany Zjednoczone
- Lizbona, Portugalia
- Montreal, Kanada
- Oksford, Wielka Brytania
- Walencja, Hiszpania
- Palma de Mallorca, Hiszpania